# Seventh Truth
Seventh Truth är den azeriska jazzartisten Aziza Mustafa Zadehs fjärde album från 1996.

## Spårlista
1. Ay Dilber - 5:25
2. Lachin - 3:43
3. Interlude I - 2:06
4. Fly With Me - 7:07
5. F# - 4:18
6. Desperation - 6:21
7. Daha...(Again) - 4:53
8. I Am Sad - 4:55
9. Interlude II - 0:27
10. Wild Beauty - 4:34
11. Seventh Truth - 4:40
12. Sea Monster - 8:12

## Musiker
- Aziza Mustafa Zadeh - sång, flygel och congas
- Ramesh Shotam - trummor och indiskt slagverk